# Paul Vincent Gunia
Pour les articles homonymes, voir Gunia.
Paul Vincent Gunia (né le 1er décembre 1950 à Bergheim (Rhénanie-du-Nord-Westphalie) et mort le 25 octobre 2016) est un musicien, compositeur et arrangeur allemand.

## Biographie
Paul Vincent Gunia, plus connu sous le nom d’artiste de Paul Vincent, a joué dans les groupes de musique beat Park Lane et Missus Beastly depuis sa scolarité jusqu’à la fin des années 1960. Après le lycée, il s’installe à Munich avec pour objectif de se faire un nom sur la scène musicale de la ville. Son ami musicien  Keith Forsey lui présente Olaf Kübler, saxophoniste de jazz et manager du groupe Amon Düül II. Paul Vincent et Keith Forsey fondent le groupe Hallelujah et produisent en 1970 l’album Hallelujah Babe, qui sera enregistré dans le studio londonien Tangerine Studio. En parallèle, il travaille aussi avec le producteur et musicien Klaus Doldinger à Munich et devient le guitariste de son groupe de rock jazz Motherhood.
Grâce à sa collaboration avec Klaus Doldinger et Olaf Kübler, il signe de nombreux contrats de musicien de studio avec des productions de musique rock, pop et de variétés entre 1970 et 1985. Il a joué notamment pour des artistes comme Peter Maffay, Peter Alexander, Michael Holm, Rex Gildo, Gitte Hænning, Joy Fleming, Roberto Blanco, Ulla Meinecke, Stefan Waggershausen, Mireille Mathieu, Katja Ebstein, Edo Zanki, Niagara et Nicole Hohloch.
Étant donné que de nombreux artistes internationaux enregistraient dans les studios de Munich à l’époque, Paul Vincent a eu l’occasion de jouer les sidemen entre autres pour Freddie Mercury, Sting, Eric Burdon, Meat Loaf et Gianna Nannini.
À partir de 1975, Paul Vincent se produit avec le chanteur souabe Wolle Kriwanek pendant plusieurs dizaines d’années. Paul Vincent compose, arrange et produit alors presque toutes les chansons de Kriwanek. Dès la fin des années 1970, ils se produisent ensemble sous le nom de Wolle Kriwanek & Schulz Bros., avant de devenir plus tard Wolle Kriwanek Band. Après le décès de Wolle Kriwanek en 2003, Paul Vincent devient le leader du groupe, rebaptisé Vincent Rocks.
Entre 1976 et 1980, il endosse, entre autres, les rôles de guitariste, coproducteur, compositeur et arrangeur pour Udo Lindenberg et devient membre de son groupe, le Panikorchester.
Depuis 1979, Paul Vincent compose et produit la musique de plusieurs séries télévisées et téléfilms allemands. On lui doit ainsi, par exemple, la musique d’accompagnement de certains épisodes de Tatort, la plupart des musiques de la série télévisée Doppelter Einsatz, la mélodie d’ouverture et la bande originale des Routiers, Mission Eureka et Ein Haus in der Toscana ainsi que la musique de toutes les saisons diffusées de la série In aller Freundschaft (ARD/MDR). Paul Vincent a également composé la musique de productions cinématographiques, essentiellement allemandes, telles qu'African Timber, Der Schneemann (de) et Die Sturzflieger.
En outre, il  publie en 1993 le livre Das Rock Guitar Buch et travaille en tant que chroniqueur au magazine musical Sound Check de 1987 à 2005.
Après avoir reçu de nombreuses nominations, son travail pour le téléfilm Der Schrei des Schmetterlings (ZDF/arte) en 2001 lui vaut, à lui, à Tito Larriva, Sema Mutlu et Derya Mutlu le Deutschen Fernsehpreis dans la catégorie Meilleure musique de film.
Son Label Luxus Musik, commercialise certains de ses enregistrements, ainsi que ceux d’autres artistes tels que le groupe Wolle Kriwanek ou le duo de guitaristes Morscheck & Burgmann.
Paul Vincent était marié à la musicienne et auteure Mono Gunia, qui a enregistré un album en 1970 sous le nom Jemima, accompagnée du groupe Drosselbart.

## Discographie (sélective)
Solo :
- 1982 : Sternreiter (Philips 6435152) en collaboration avec David Hanselmann et Wolle Kriwanek

En tant que guitariste :
- 1985 : Freddie Mercury – Mr. Bad Guy
- 2000 : Rockin Bach (avec, entre autres, Frank Diez, Colin Hodgkinson et Ken Taylor)
- 2010 : Herzlichen Glückwunsch
- 2011 : My Beatles Songbook

## Ouvrage
- (de) Das Rock Guitar-Buch, Presse Project Verlags GmbH (PPV), 1993,  (ISBN 978-3-9802124-4-1).